# Batalla de Ibarra (1812)
La batalla de Ibarra (o de San Antonio e Ibarra) fue una encuentro bélico ocurrido en las inmediaciones de la ciudad de Ibarra entre el 27 de noviembre y el 1 de diciembre de 1812. El evento, que se enmarca dentro de las guerras de independencia hispanoamericanas, enfrentó a las tropas del Estado de Quito y el Imperio español. La derrota quiteña ocurrida tras este evento supuso la desaparición de la fugaz nación que había nacido en el territorio de la Real Audiencia de Quito después de instalada la Segunda Junta Autónoma de Gobierno, que se había declarado independiente el 11 de octubre de 1811.

## Antecedentes
Después de su derrota en El Panecillo, las fuerzas patriotas se retiraron a Ibarra mientras los monárquicos ocupaban Quito. Los soldados vencedores procedieron a saquear la urbe en contra de las órdenes de su comandante, el general Toribio Montes, quien pasó varias horas recorriendo las calles con sus oficiales para restaurar la disciplina. Luego emitió un parte donde llamaba a todos los fugitivos a volver a sus casas, a excepción de 60 a 70 personas. En esas circunstancias, entre los patriotas refugiados en Ibarra volvieron a estallar las disputas de quién debía liderarlos, estando los sureños de Latacunga, partidarios del noble Jacinto Sánchez de Orellana (sanchistas), y los norteños de Quito, defensores del coronel Pedro de Montúfar (montufaristas). Su gobierno se redujo a tres miembros: los personajes antes mencionados y el noble Manuel Matheu y Herrera.
El 9 de noviembre, el coronel Juan de Sámano fue enviado en persecución de la columna en retirada. Cuando llegó a Otavalo, los jefes independentistas decidieron negociar entre sí para acabar con las rencillas internas, llegándose a hacer varias arengas, aunque la desconfianza mutua siguió presente, siendo la causa principal de su derrota. En cabildo abierto acordaron pactar con los monárquicos para salvar lo que se pudieran. El 12 de noviembre Sámano llegó a Atuntaqui, donde decidió acampar. También fue el momento en que los jefes patriotas entendieron la amenaza, reconciliados de las rencillas internas salieron a darle batalla, pero una densa niebla impidió las operaciones hasta el día siguiente.
De todas formas, pronto los exploradores realistas se encontraron con una defensa bien organizada, respaldada por trincheras y fortificaciones de campo y con unidades ordenadas de soldados con uniformes y diversas fornituras. Sámano había esperado perseguir a un enemigo indefenso y se sorprendió al encontrarse de frente con eso; todo empeoró cuando vio a multitudes de locales rodeando sus posiciones. Decidió ondear la bandera blanca y llamar a una negociación, Montúfar y los otros oficiales se acercaron deseosos de acabar con la guerra. Las provincias que aún dominaban estaban completamente aisladas y sus soldados carecían de armas, municiones, papel, cacao, arroz y sal, lo que les había obligado a requisar en los pueblos cercanos.

## Fuerzas enfrentadas
La columna de Sámano se componía de las mejores tropas del ejército monárquico, con una «artillería consistente» que superaba a la rival y con la ventaja de estar en posiciones fortificadas. Según el historiador ecuatoriano Pedro Fermín Cevallos eran 520 infantes y 80 jinetes escogidos. En cambio, el diplomático español Mariano Torrente afirma que eran 500 infantes y 100 jinetes. Por su parte, el historiador colombiano Nicolás González Chávez eleva su número a 1.200. Por último, el ecuatoriano Agustín Salazar y Lozano menciona que eran 590. Algunas fuentes dicen que esperaban refuerzos pero nunca llegaron, otras que estos llegaron justo antes del combate en Ibarra. Estos refuerzos serían 380 soldados escogidos a cargo del teniente coronel Antonio Párames.
Respecto de las tropas independentistas, González Chávez habla de 800 soldados. Salazar los reduce a 620 efectivos. En el otro extremo, Torrente asegura que más de 6.000 campesinos se sumaron a los patriotas para rodear a Sámano en Atuntaqui. Por su parte, Sámano afirmaba en su parte de la batalla en San Antonio: 

reunieron hasta mil hombres de fusil y hasta cuatro mil indios con el fin de cortarle la retirada para que no pudiera volver a la ciudad de Quito de donde distaba 22 leguas y habiendo sido atacado en el pueblo de San Antonio de Caranqui, consiguió no solo deshacerlos, sino coger prisionero al comandante insurgente Calderón, tomándoles 500 fusiles.

## Combates

### Traición
Ante estas circunstancias, las tropas de ambos bandos hicieron vítores y Sámano acordó negociar en Ibarra. Los acuerdos preliminares se firmaron en el campo de Loma de Paila, donde el coronel se ofreció a mediar ante Montes para que no hubieran persecuciones contra los vencidos. Ambos ejércitos marcharon juntos hasta la villa de San Antonio de Carángui, con las tropas realistas ubicadas en la retaguardia. Al llegar, Sámano pidió descansar para el día siguiente seguir a Ibarra y los patriotas aceptaron, dejándole ahí. De inmediato, el coronel monárquico hizo cerrar las bocacalles del pueblo, montar sus cañones, distribuir cartuchos y enviar mensajeros para acelerar la llegada de los pertrechos y refuerzos esperados, aunque no llegaron. Además, durante el viaje juntos, los oficiales monárquicos se dieron cuenta de que los soldados enemigos eran muy inferiores en calidad.
El 27 de noviembre, Fernando Terán, cura de la parroquia y patriota dio aviso a los oficiales del ejército independentista, que en un primer momento no podían creer la traición. Debe mencionarse que en las jornadas anteriores, ambos bandos habían propuesto acuerdos de paz, pero las condiciones exigidas por Montes eran tan duras que ninguno prosperó. De hecho, cuando el general se enteró de estos acuerdos preliminares exigió lo mismo, que se entregaran los diez cabecillas más importantes, entre ellos García Calderón, Peña, Caicedo, Rodríguez, Sánchez de Orellana y Gullón, reponer en las cajas fiscales los dineros gastados por los revolucionarios y quedar a su «discreción». Estas instrucciones fueron interceptadas por los patriotas antes de que llegaran a Sámano y fueron decisivas para que tomaran las armas de nuevo.
En Ibarra estaba organizado el «Cabildo de unión» pero estaba acéfala la Comandancia General, aunque Montúfar parecía ser el jefe militar supremo, en realidad cada unidad era mandada por su propio cabecilla. Decidieron atacar desde diversos puntos al mismo punto. Según Cevallos estaba organizados en cuatro columnas mandadas por Montúfar, el coronel Francisco Calderón, el capitán francés Marcos Gullón (o Bullón) y un tal Pólit. En cambio, Salazar dice que estaban agrupados en tres divisiones, la primera a las órdenes de Gullón, la segundo encabezada por Calderón y una tercera formada por una sola compañía al mando un «patriota que la había vestido». Ambos bandos tenían un número similar de combatientes, pero con cañones, fusiles y municiones superiores. La artillería patriota se componía de cuatro piezas, pero eran muy pesadas y no fueron útiles en toda la campaña.

### San Antonio

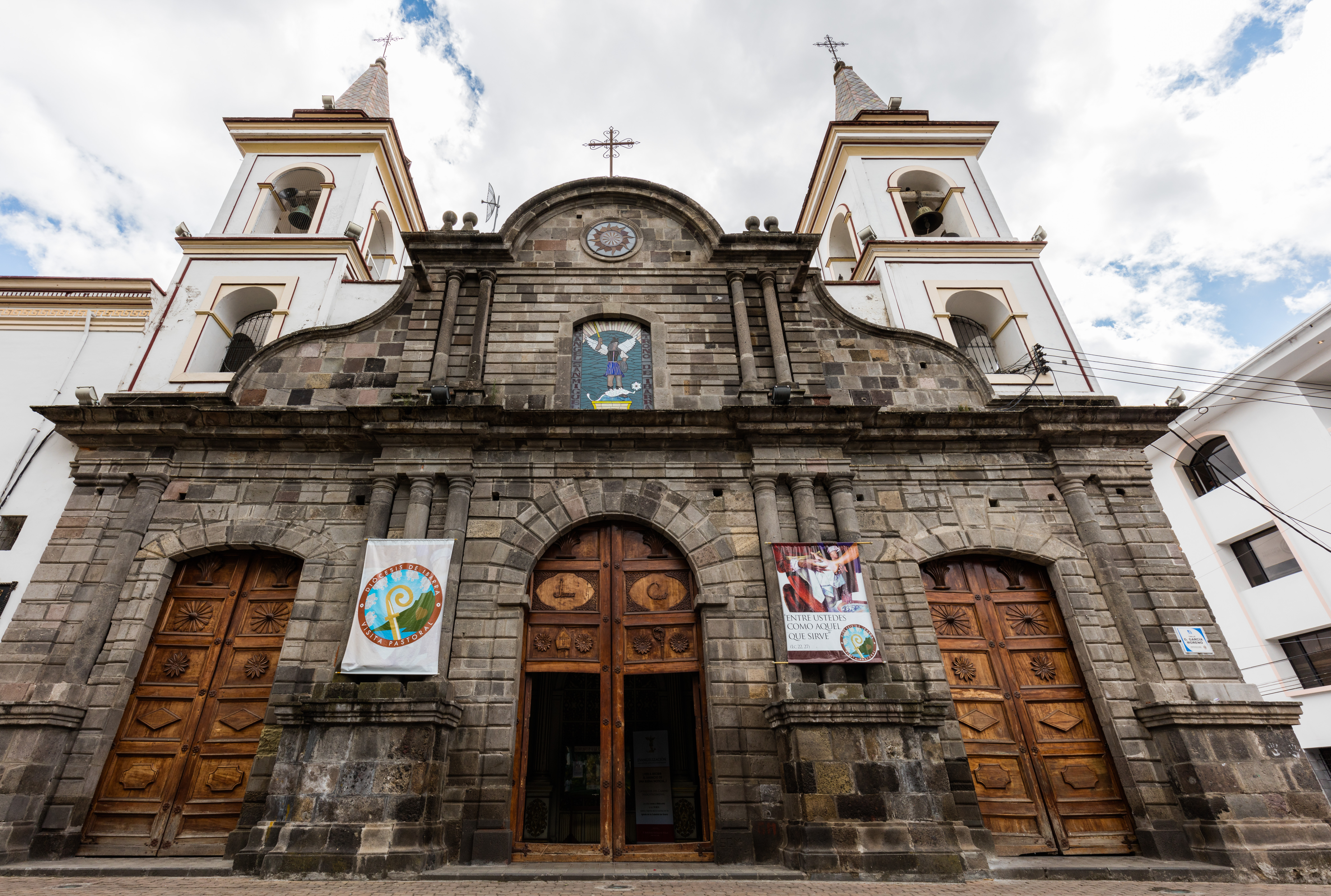
Fotografía de la entrada principal de la catedral de San Antonio, 2015.

A las 10:00 u 11:00 horas comenzó el avance. Pólit se adelantó y fue el primero en iniciar el combate en el cementerio de la iglesia, ruido que hizo apresurar su marcha a los capitanes Gullón y Ramón Chiriboga y los oficiales Núñez y Moscoso, quienes mandaban un escuadrón. Gullón avanzó por una calle estrecha a ritmo de tambor y con la bandera desplegada, deseoso de reclamar los créditos de la victoria. Sámano detectó que se había adelantado al resto de las columnas patriotas, así que hizo que todos sus soldados hicieran una descarga de fusiles. Gullón fue mortalmente herido y pocos días después sería capturado y fusilado por «advenedizo». Otras fuentes dicen que fue ahorcado. Su columna fue masacrada y sólo sobrevivieron dos compañías de caballería que tuvieron que desmontar, llevando a la retaguardia a su comandante. Después de tal éxito, Sámano ordenó que sus soldados volvieran a sus puestos y se prepararan para enfrentar a la división de Calderón, que avanzaba por el lado opuesto del pueblo para ayudar a sus compañeros.
Según Cevallos, finalmente, los soldados de Gullón atacaron con tanto arrojo que en cinco minutos tomaron los cañones de la plaza de Armas y mataron a algunos defensores. En cambio, Salazar dice que las dos divisiones patriotas establecieron contacto y combatieron contra los realistas atrincherados en la plaza. La artillería monárquica desordenaba las filas patriotas, haciéndolos retroceder, pero rápidamente rehacían sus formaciones y volvían a atacar. Muchos murieron tratando de asaltar las casas vecinas, pues desde sus ventanas los defensores les disparaban a cubierto, y dos veces tomaron las baterías realistas, pero debieron retroceder. En esos momentos, los campesinos de los alrededores empezaron a reemplazar a los muertos y cuando se les agotaban sus municiones, luchaban con las culatas de sus armas. Después de las 18:00 horas finalmente ocuparon el lugar, pero los monárquicos se refugiaron en el templo local que Sámano había fortificado. Los defensores realistas disparaban desde troneras, ventanas y claraboyas, estando a cubierto y diciendo: «Insurjentes, allá va la epístola de San Pablo; allá va esa antífona», puesto que con papeles de la Iglesia habían fabricado los cartuchos la noche anterior. Los independentistas sostuvieron un fuego continuó pero ineficiente, seguros que podrían rendir a sus enemigos de hambre en unos dos días; su celo religioso les impidió quemar el templo con sus adversarios dentro.
Según Torrente, cuando Sámano se dio cuenta de que le quedaban pocos pertrechos, lideró el asalto de un cañón, capturándolo junto a una caja de cartuchos, prolongando la lucha. Sin embargo, a Sámano se les agotaron las municiones y debió suspender las hostilidades. Decidió reunir un consejo con sus oficiales y se resolvió la capitulación. Acababa de llegar la noche y los patriotas suspendieron la lucha, justo entonces corrió el rumor entre los soldados quiteños que se acercaban refuerzos monárquicos, tres batallones frescos, y pronto se daba la orden de retirada general a Ibarra. La operación se hizo en completo desorden y se abandonaron 1.200 fusiles, algunos cañones, numerosos pertrechos, equipajes y otros objetos valiosos; algunas fuentes dicen que el mismo Sámano hizo correr ese rumor. Los patriotas perdían la oportunidad de cambiar su suerte destruyendo un gran contingente enemigo. Por su parte, Sámano paso de esperar el amanecer para rendirse a celebrar su fortuna, la que aumentó en la mañana, cuando los indios de San Pablo le trajeron cajas con pertrechos que acababan de capturar.

### Ibarra

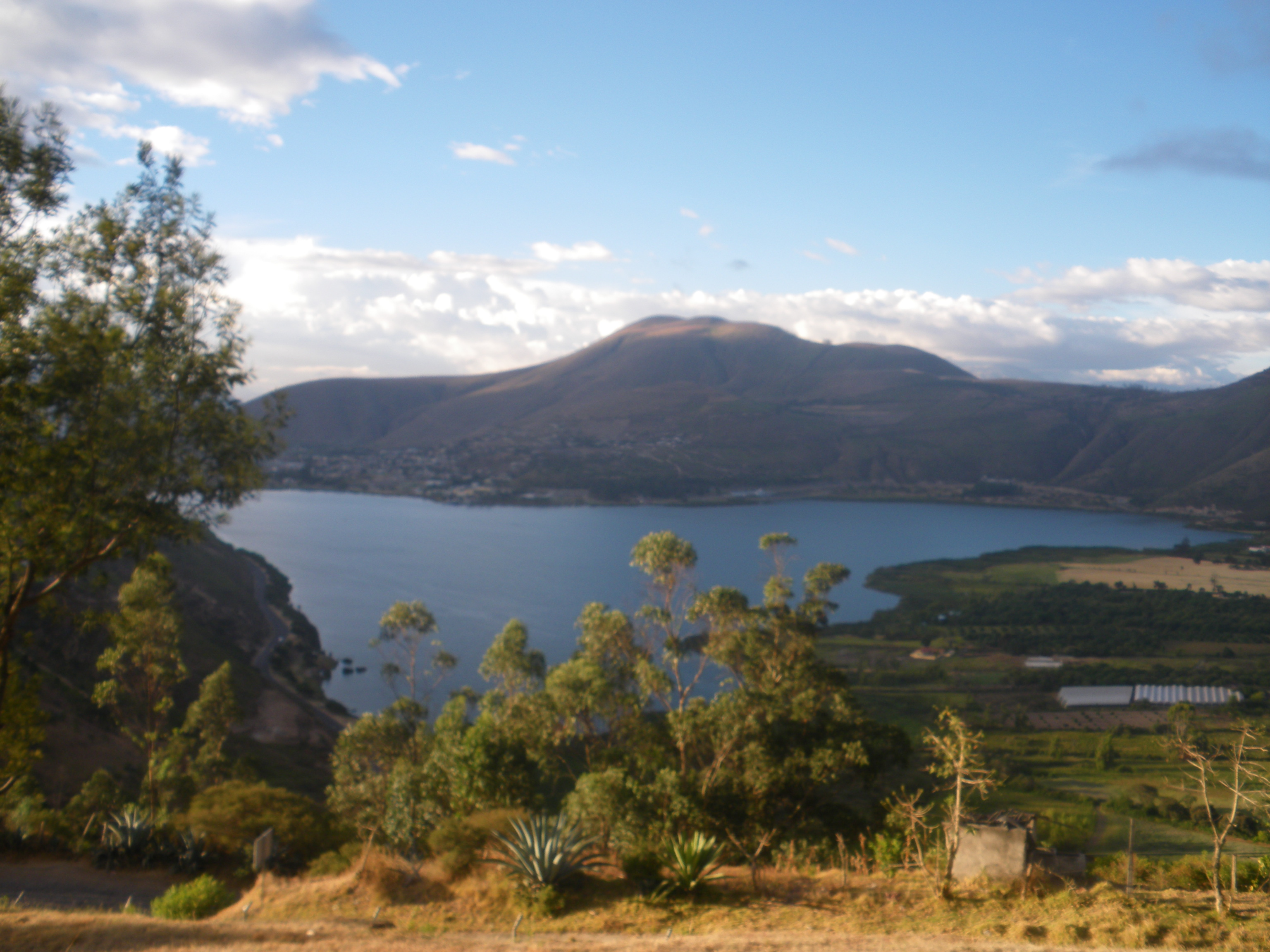
Fotografía de la laguna de Yaguarcocha en 2009 desde el mirador San Miguel, Ibarra.

Al día siguiente, los monárquicos empezaron su marcha hacia Ibarra, donde la desmoralización se había apoderado de las tropas independentistas. Sus líderes estaban divididos y sus soldados se hallaban dispersos y carentes de pertrechos militares de todo tipo, por lo que Montúfar, Matheu y Sánchez de Orellana decidieron enviar un oficio proponiendo una capitulación negociada. Sámano sabía que sólo lo hacían porque se sabían sin escapatoria, pero igualmente dio aviso a su superior. Montes deseaba humillar a sus enemigos de forma definitiva, así que se negó a aceptar la capitulación negociada. Montufar y García Calderón sólo pedían garantías para respetar sus vidas, las de los miembros del gobierno, el obispo y notables, incluyendo varios diputados del Congreso. Entre sus exigencias estaba el entregar todas las armas a Sámano y someterse de inmediato a la autoridad realista, quedando todos perdonados salvo los diez principales cabecillas de la rebelión, de hecho, sólo «ofrecía garantías á quienes las mereciesen», frase demasiado ambigua como para aceptarse.
Los oficiales patriotas empezaron a discutir sobre qué hacer, Montúfar propuso dividirse y formar guerrillas en la zona, pero García Calderón quería abrirse paso entre los territorios de los realistas pastusos y reunirse con los patriotas del Cauca, imponiéndose la segunda opción. Los preparativos empezaron de inmediato mientras se procuraba no desguarnecer Ibarra, por lo que el proceso tomó mucho tiempo. En el otro bando, Sámano recibió los refuerzos enviados por Montes y siguió su marcha a la villa. En efecto, Párames, enterado del peligro que vivía Sámano en San Antonio, apuro la marcha y venció a los indios de Otavalo, que en el alto de Cajas intentaron detenerle con hondas y palos.
Al amanecer del 1 de diciembre Sámano ocupó a Ibarra, pero sus enemigos ya habían salido al norte, así que marchó en su persecución. En la vecina laguna de Yaguarcocha les dio alcance, encontrándose con un enemigo que se sentía una situación de vencer o morir. La lucha fue reñida hasta que Sámano hizo cargar a su caballería y como los patriotas no tenían unidades de buena calidad de esa arma fueron vencidos.

## Consecuencias

### Bajas
Los independentistas sufrieron en San Antonio 73 muertos y más de 200 heridos, destacando los granaderos, que pasaron de 60 a 15 sobrevivientes, de hecho, todas las demás compañías se vieron fuertemente afectadas. Sus enemigos sufrieron 20 muertos y 50 heridos según Cevallos o 15 muertos y 90 heridos según Lozano. Tal desproporción entre ambos bandos se debió a que los primeros estaban luchando en campo abierto y los segundos parapetados.
Las bajas patriotas en Ibarra fueron 100 a 109 muertos y 56 heridos, además de la captura de 12 piezas de artillería, 406 a 486 fusiles y el tren de bagaje. Otros 75 oficiales fueron ejecutados en Ibarra en la plazoleta después llamada Plaza del Ajusticiamiento o del Martirio.
Además, los territorios de Otavalo e Ibarra resultaron arrasados durante la campaña.

### Persecución
Muchos jefes y oficiales independentistas se habían quedado en Ibarra con la esperanza que se aceptara la capitulación negociada, después del combate Sámano persiguió a los que huían en grupos dispersos por los montes cercanos. Montúfar logró huir por caminos penosos hasta su hacienda de Chillo, donde será capturado en febrero de 1813 y desterrado a Panamá. El coronel García Calderón decidió abrirse paso por el territorio realista de San Juan de Pasto hasta llegar al Valle del Cauca, bajo poder patriota. Sin embargo, fue capturado con sus compañeros el mismo día de la batalla final.
El 12 de diciembre fueron fusilados en Pasto los cabecillas, acción ordenada por Montes y realizada por el comandante Francisco Javier Santacruz y Villota. Ejecutaron al coronel García Calderón, el francés Gullón, el sargento mayor de ingenieros Manuel Aguilar y un sacerdote. Otras fuentes dicen que García Calderón y Gullón fueron capturados y fusilados después de la caótica retirada patriota en San Antonio. Por su parte, el obispo de Quito, José de Cuero y Caicedo, y otras personas fueron llevadas como prisioneros a Quito con escoltas.
Otros oficiales y soldados consiguieron dispersarse por las selvas de Malbucho y llegar a Buenaventura, donde se unieron a los independentistas neogranadinos. En el camino tuvieron escaramuzas con realistas venidos de Panamá en Barbacoas y Tumaco, siendo capturados el coronel Nicolás de la Peña, su esposa Rosa Zárate, Baltazar Pontón, Segundo Guerra y un tal Canchingre. Pontón murió en una canoa que lo llevaba a Tumaco y Canchingre en el calabozo por las torturas, Peña y su mujer fueron fusilados por orden de Montes.
Otro grupo huyó con 30 fusileros a Playa de Oro y río Cachabí, en la costa norte del moderno Ecuador, librando varias escamaruzas. En una de ellas, en Borbón, capturaron al comandante Manuel Antonio Arroyo, jefe monárquico encargado del litoral. Se dispersaron por las selvas de Malbucho, pero fueron incapaces de llegar a Buenaventura por la llegada de la fragata Monserrate con el ex virrey Benito Pérez Brito con tropas provenientes de Panamá. Estos soldados monárquicos, a cargo del teniente coronel José Fábriega, les enfrentaron en Barbacoas y Tumaco. Al final, fueron capturados el coronel Nicolás de la Peña, su esposa Rosa Zárate, Baltazar Pontón, Segundo Guerra y un tal Canchingre. Pontón murió en una canoa que lo llevaba a Tumaco y Canchingre en el calabozo por las torturas, Peña y su mujer fueron fusilados por orden de Montes. Poco después, en Otavalo fueron ahorcados seis indios, incluyendo una embarazada.
Sámano siguió su avance hasta Pasto, donde se encontró con prisioneros neogranadinos recientemente capturados. Por órdenes de su superior debió quintar a los oficiales y diezmar a los soldados el 26 de enero de 1813, en total 17 fusilados.

## Literatura
- El Cóndor, el héroe y una historia de Independencia, 2008, obra infantil de la escritora ecuatoriana Edna Iturralde ambientada en la época y los hechos que sucedieron inmediatamente después de esta batalla.[55]